# Alcimus limbatus
Alcimus limbatus är en tvåvingeart som först beskrevs av Macquart 1838.  Alcimus limbatus ingår i släktet Alcimus och familjen rovflugor. Inga underarter finns listade i Catalogue of Life.